# Carl zu Ysenburg und Büdingen in Meerholz

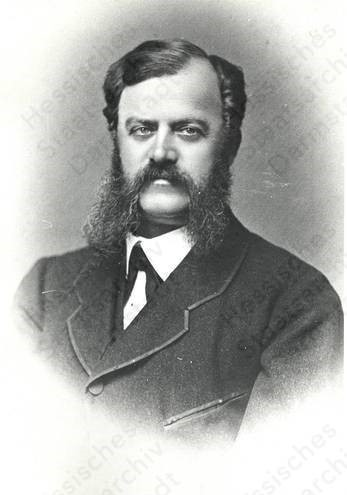
Karl Graf zu Ysenburg und Büdingen in Meerholz (1819–1900)

Carl Friedrich Casimir Adolf Ludwig Erbgraf zu Ysenburg und Büdingen in Meerholz (* 26. Oktober 1819 in Meerholz; † 3. März 1900 ebenda) war ein deutscher Standesherr und dadurch Mitglied der Ersten Kammer der Landstände (Parlament) im Großherzogtum Hessen (1844–1900).

## Leben
Carl zu Ysenburg und Büdingen in Meerholz wurde geboren als Sohn des Grafen Joseph Friedrich Wilhelm Albrecht zu Ysenburg und Büdingen in Meerholz (1772–1822) und dessen Ehefrau Clementine Luise Tochter des Grafen zu Castell-Castell (1796–1864). Nach dem Besuch des Gymnasiums studierte er in den Jahren 1834–1840 an der Rheinischen Friedrich-Wilhelms-Universität in Bonn. Er gehörte der Ersten Kammer der Landstände des Großherzogtums Hessen 1844–1900 an.

## Nachkommen
Er heiratete am 9. Juni 1846 in Castell Johanna Constanze Agnes Helene Gräfin zu Castell-Castell (* 8. Februar 1822; † 29. März 1863), Tochter des Friedrich Ludwig zu Castell-Castell (1791–1875) und der Emilie Prinzessin zu Hohenlohe-Langenburg (1793–1859). Das Paar hatte zwei  Söhne:
- Friedrich (1847–1889).
- Gustav (1863–1929), Standesherr, erblicher Sitz in der Ersten Kammer des Preußischen Landtags (Preußisches Herrenhaus) von 1901 bis 1918.

Am 21. November 1865 heiratete er in Büdingen Agnes Marie Luitgarde Prinzessin zu Ysenburg und Büdingen in Büdingen (* 20. März 1843; † 17. Oktober 1912), Tochter des Ernst Casimir II. Fürst zu Ysenburg und Büdingen in Büdingen (1806–1861) und der Thekla Gräfin zu Erbach-Fürstenau (1815–1874). Das Paar hatte einen Sohn: